# Pandanus thomensis
Espèce
Pandanus thomensis est une espèce de plantes à fleurs de la famille des Pandanaceae et du genre Pandanus. C'est un arbre endémique de Sao Tomé-et-Principe. 

## Description

P. thomensis in situ à Ribeira Peixe
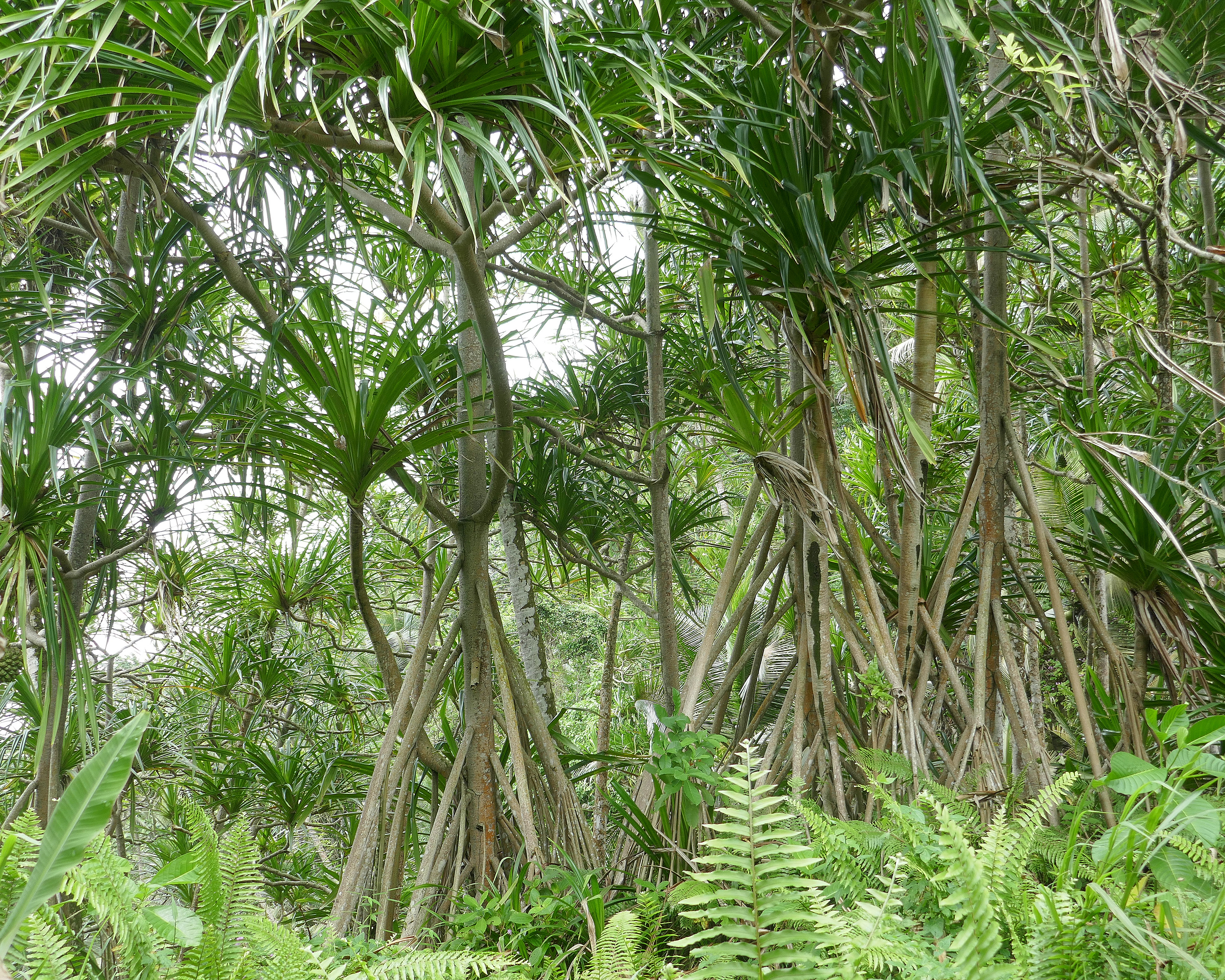
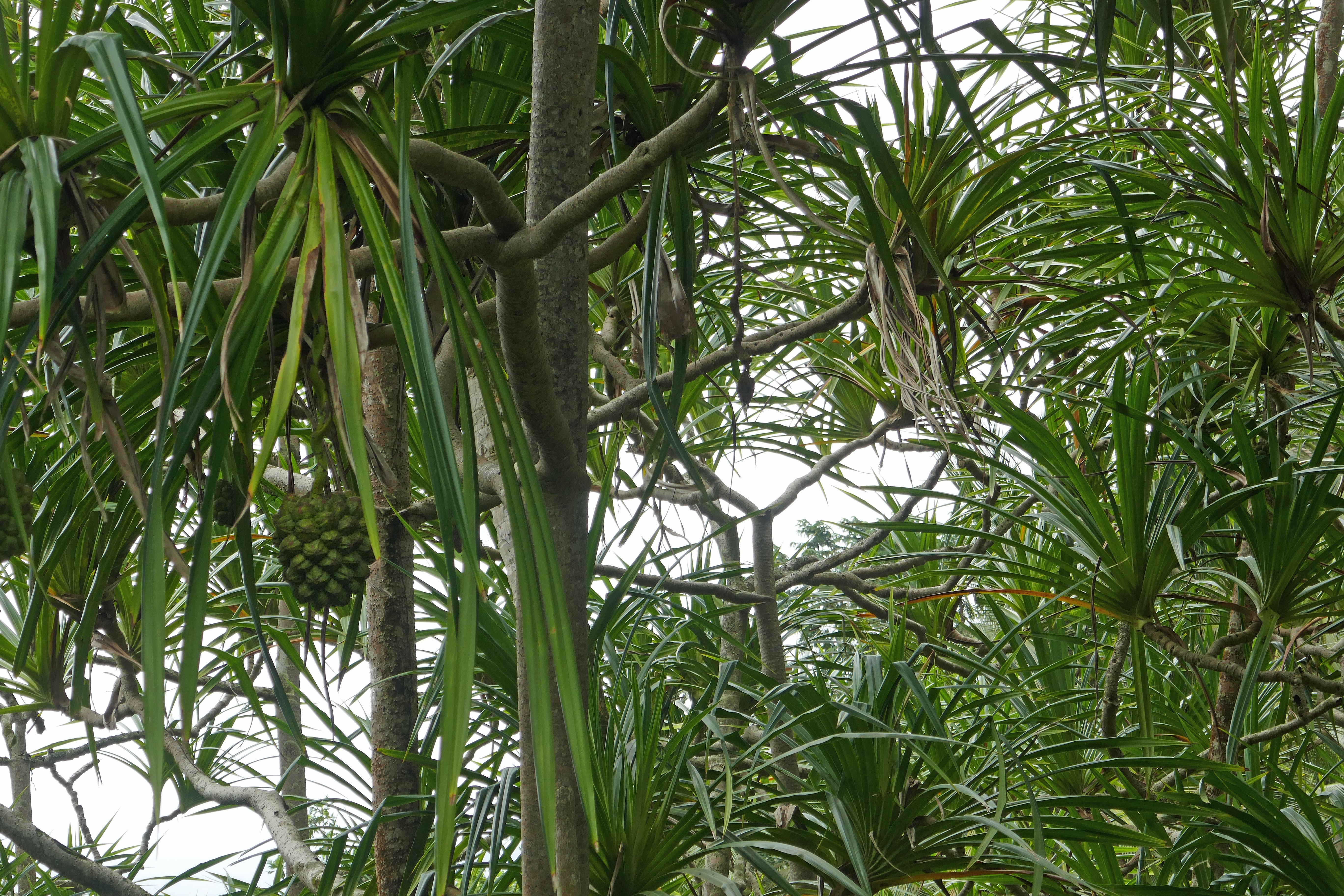
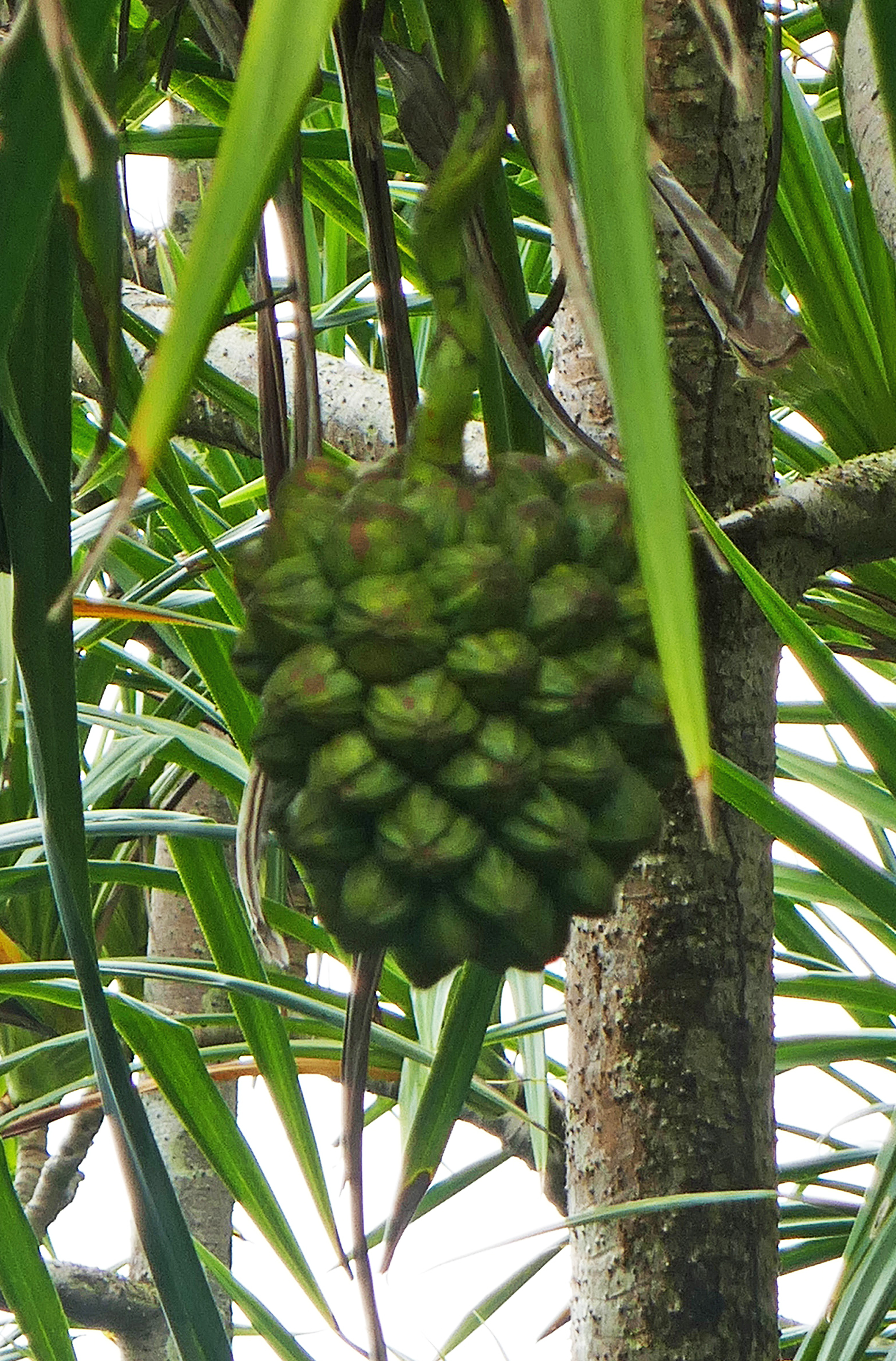
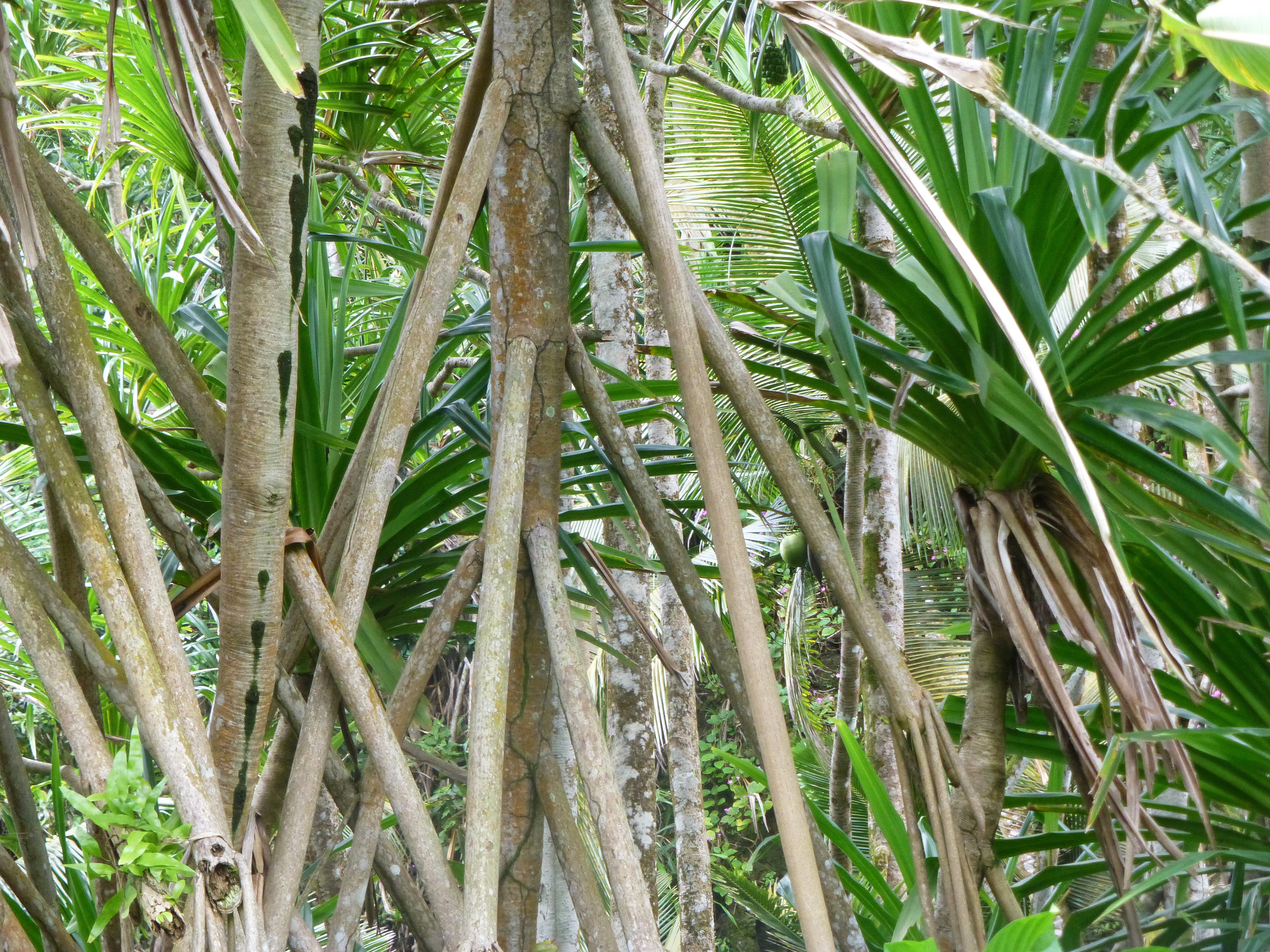

## Distribution
Comme son épithète spécifique thomensis le suggère, l'espèce est endémique de l'île de São Tomé à Sao Tomé-et-Principe.